# Paul Flandrin
Pour les articles homonymes, voir Flandrin.
Paul Jean Flandrin, dit Paul Flandrin, né le 28 mai 1811 à Lyon et mort le 8 mars 1902 à Paris, est un peintre français.
Il est le frère cadet des peintres Auguste Flandrin et Hippolyte Flandrin.

## Biographie
Paul Flandrin reçoit d'abord les conseils du peintre paysagiste et animalier lyonnais Antoine Duclaux, ainsi que du sculpteur Jean-François Legendre-Héral, avant d'intégrer l'École des beaux-arts de Lyon, puis celle de Paris et l'atelier de Jean-Auguste-Dominique Ingres.
Il échoue à deux reprises au concours du prix de Rome mais rejoint néanmoins à ses frais son frère Hippolyte, lauréat de cette épreuve, en Italie. Ils demeurent quatre années à Rome, durant lesquelles Paul se spécialise dans la peinture de paysage. Il réalise des études d'après nature qui lui servent à entreprendre des compositions historiques qu'il présente aux Salons parisiens. Il collabore également régulièrement aux paysages des tableaux de son frère aîné.
Flandrin perpétue jusque tard dans le XIXe siècle cette tradition du paysage classique dont il est l'un des meilleurs représentants, aux côtés d'Édouard Bertin ou de son beau-père Alexandre Desgoffe. Il allie celle-ci à un sens de la ligne et de l'idéal hérité des leçons de son maître Ingres. Charles Baudelaire l'accuse ainsi de vouloir « ingriser » le paysage[réf. nécessaire], critique qui lui sera longtemps associée. L'artiste évolue néanmoins dans son travail vers un naturalisme plus présent dans la seconde partie de sa carrière.
Paul Flandrin est également l'auteur de portraits peints et dessinés, ainsi que de caricatures.
Il épouse Aline Desgoffe (née vers 1835), en 1852, fille du peintre Alexandre Desgoffe (1805-1882), qui lui donnera trois enfants, dont : Joseph Flandrin (1857-1939), architecte, et Louis Flandrin, père de l'artiste peintre Marthe Flandrin (1904-1987).
Il repose à Paris au cimetière du Père-Lachaise.

## Collections publiques
- Bordeaux, musée des Beaux-Arts : Paysage de Rome. Vue de l’aqueduc de la villa Borghèse, 1874.
- Dijon, musée des Beaux-Arts : Paysage. Souvenir de Provence, 1874, huile sur toile, 90 × 118 cm.
- Langres, musée d'Art et d'Histoire : Gorges de l'Atlas, vers 1844-1845.
- Lyon, musée des Beaux-Arts :
  - Les Pénitents de la mort dans la campagne de Rome, 1840 ;
  - Les Bords du Rhône à Givors, 1855.
- Montpellier, musée Fabre : Environs de Vienne.
- Montauban, musée Ingres-Bourdelle : Les Bords du gardon 1850, exposé au Salon de 1859.
- Nîmes, musée des Beaux-Arts : Paysage.
- Orléans, musée des Beaux-Arts: Paysage. La fuite en Égypte, Salon de 1861, huile sur toile, 124 x 162 cm[4] .
- Paris :
  - église Saint-Germain-des-Prés.
  - église Saint-Séverin, chapelle des Fonts-Baptismaux : La Prédication de saint Jean-Baptiste[5].
  - musée du Louvre :
    - Paysage, les adieux d'un proscrit à sa famille ou Montagnes de la Sabine, 1838 ;
    - Portrait du peintre Benoît Chancel, 1845 ;
    - Solitude, 1857.

  - palais de la Légion d'honneur : La Maison d'éducation de Saint-Denis, vue prise du parc.
  - Beaux-Arts de Paris : 
    - Apollon sauroctone[6], graphite et fusain. H. 0,612 ; L. 0,460 m. L'étude de l'antique fait partie des enseignements à l'École des Beaux-Arts de Paris où Paul Flandrin s'est formé, dont témoigne ce dessin. Il reçut la troisième médaille au quatrième trimestre de l'année 1831 avec ce modèle :  l'Apollon sauroctone (tueur de lézard), considéré comme un des chefs-d'œuvre de Praxitèle. Il est vraisemblable que Flandrin ce soit inspiré, non de la copie romaine, mais du plâtre de cette sculpture conservé alors à l'École des Beaux-Arts[7].
    - Portrait du peintre Signol[8], graphite. H. 0,239 ; L. 0,185. À Rome en 1835, Paul Flandrin brosse le portrait de son ami Émile Signol (1804-1892). Flandrin dresse l'image sévère de ce peintre mystique au visage grave et mélancolique, saisie dans une attitude statique et hiératique[9].
- Roanne, musée des Beaux-Arts et d'Archéologie Joseph-Déchelette : La Vue du campo Vaccino, 1839.

Œuvres de Paul Flandrin
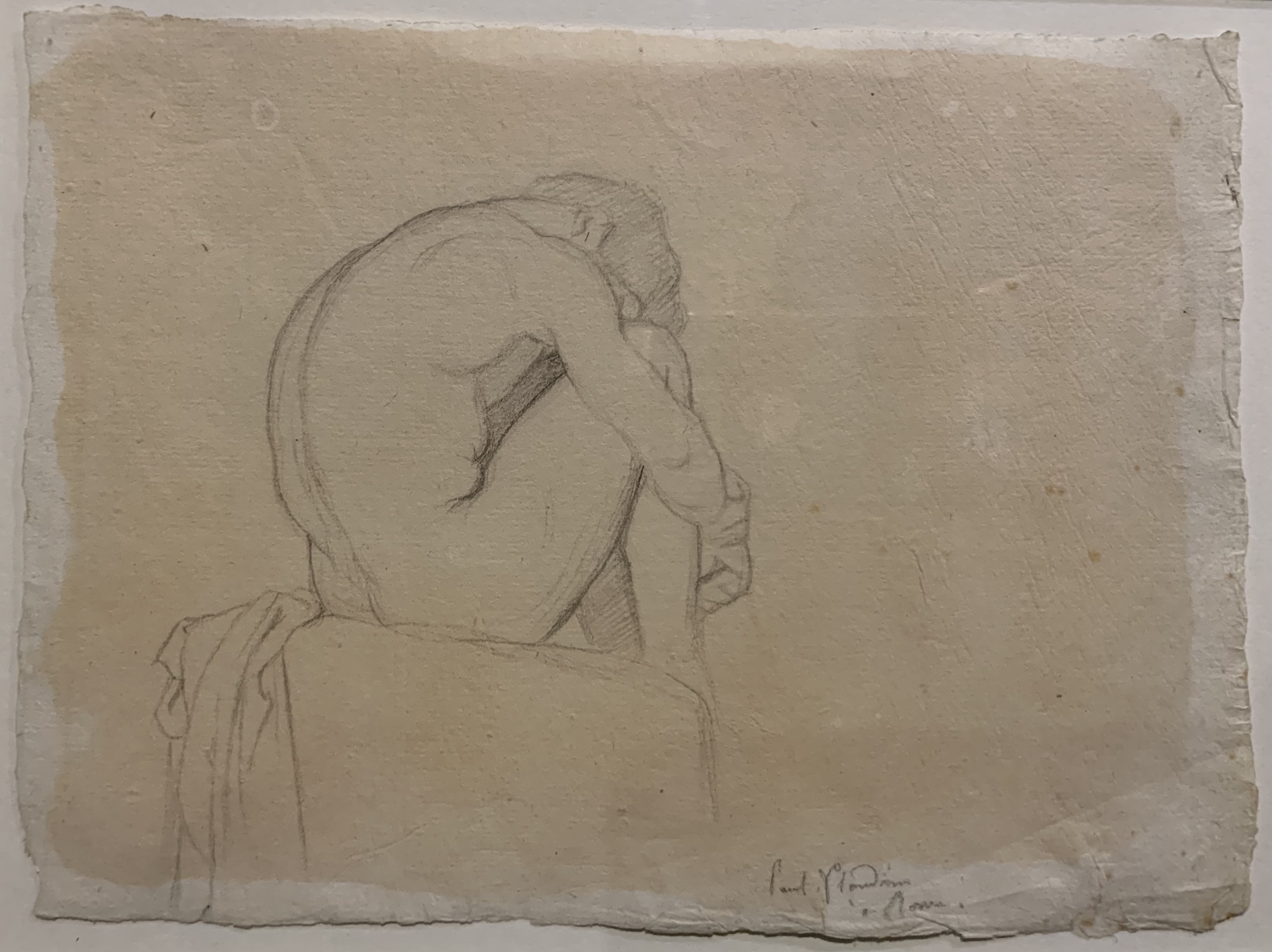
Étude de jeune homme nu accroupi, P. Flandrin, v. 1835, crayon graphite sur papier, coll. particulière
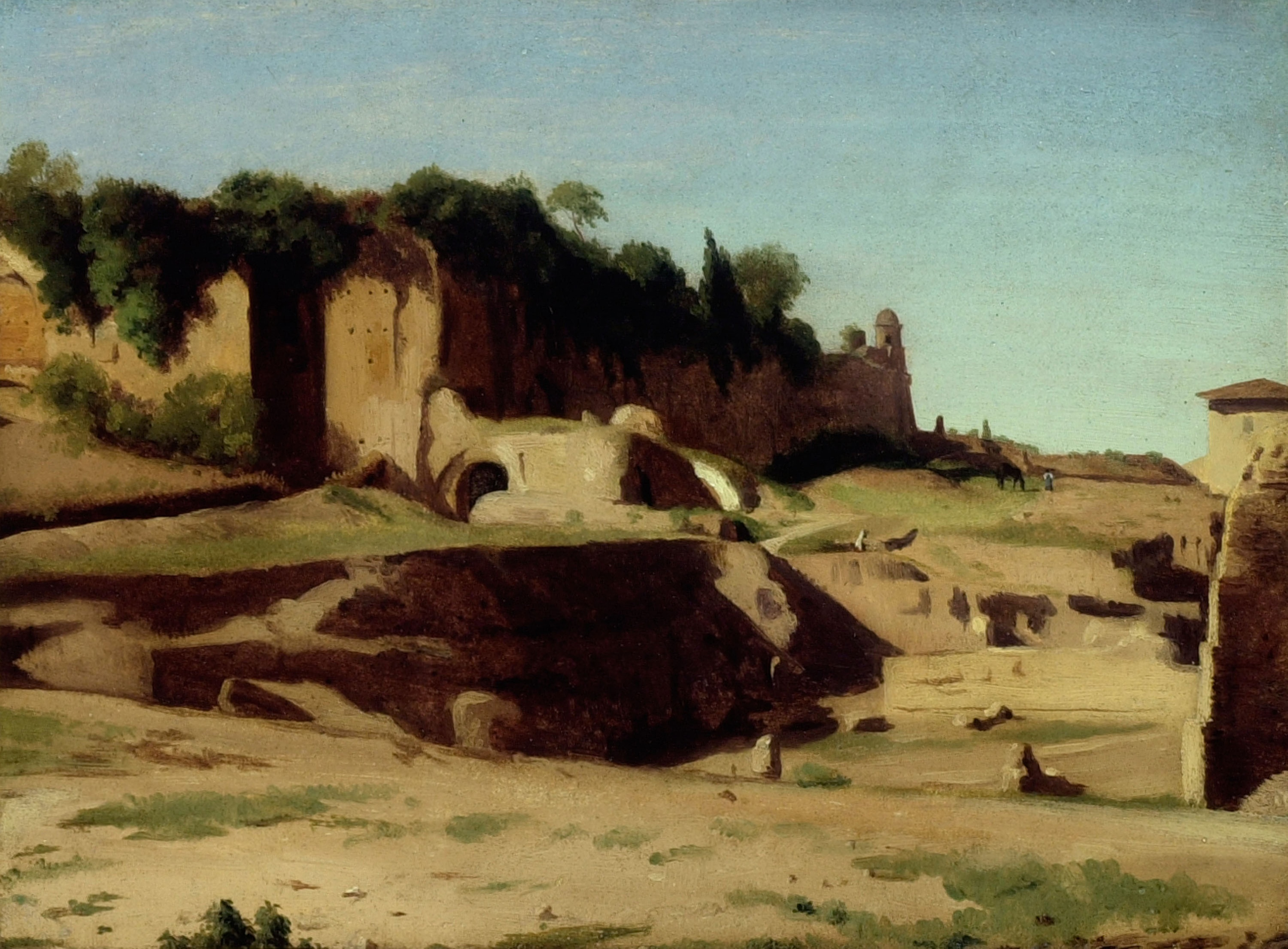
Le Palais impérial sur le mont Palatin, Rome (1834), Art Institute of Chicago.
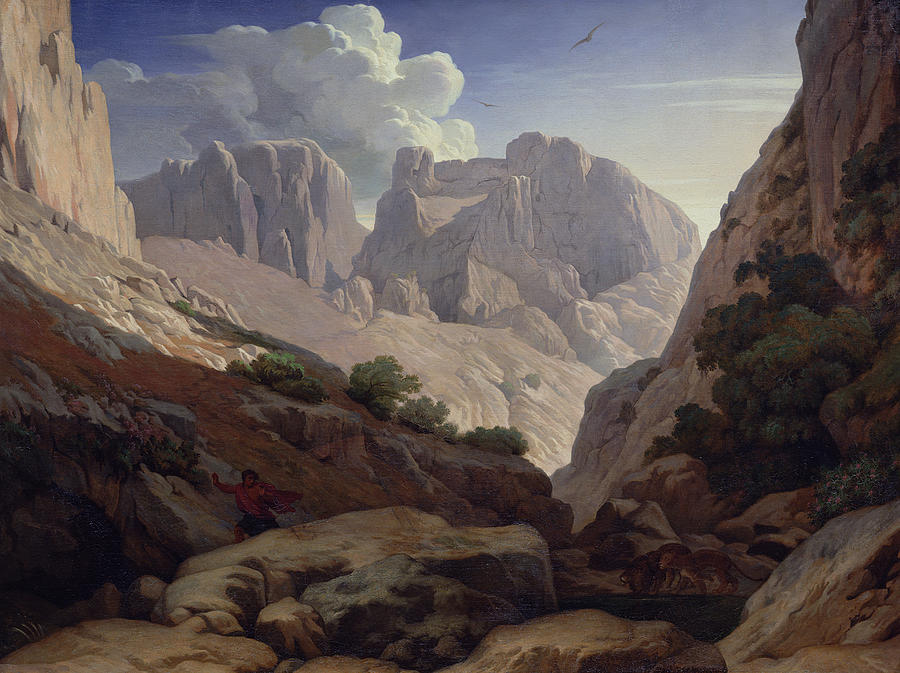
Les Gorges de l'Atlas (vers 1844-1845), Langres, musée d'Art et d'Histoire.
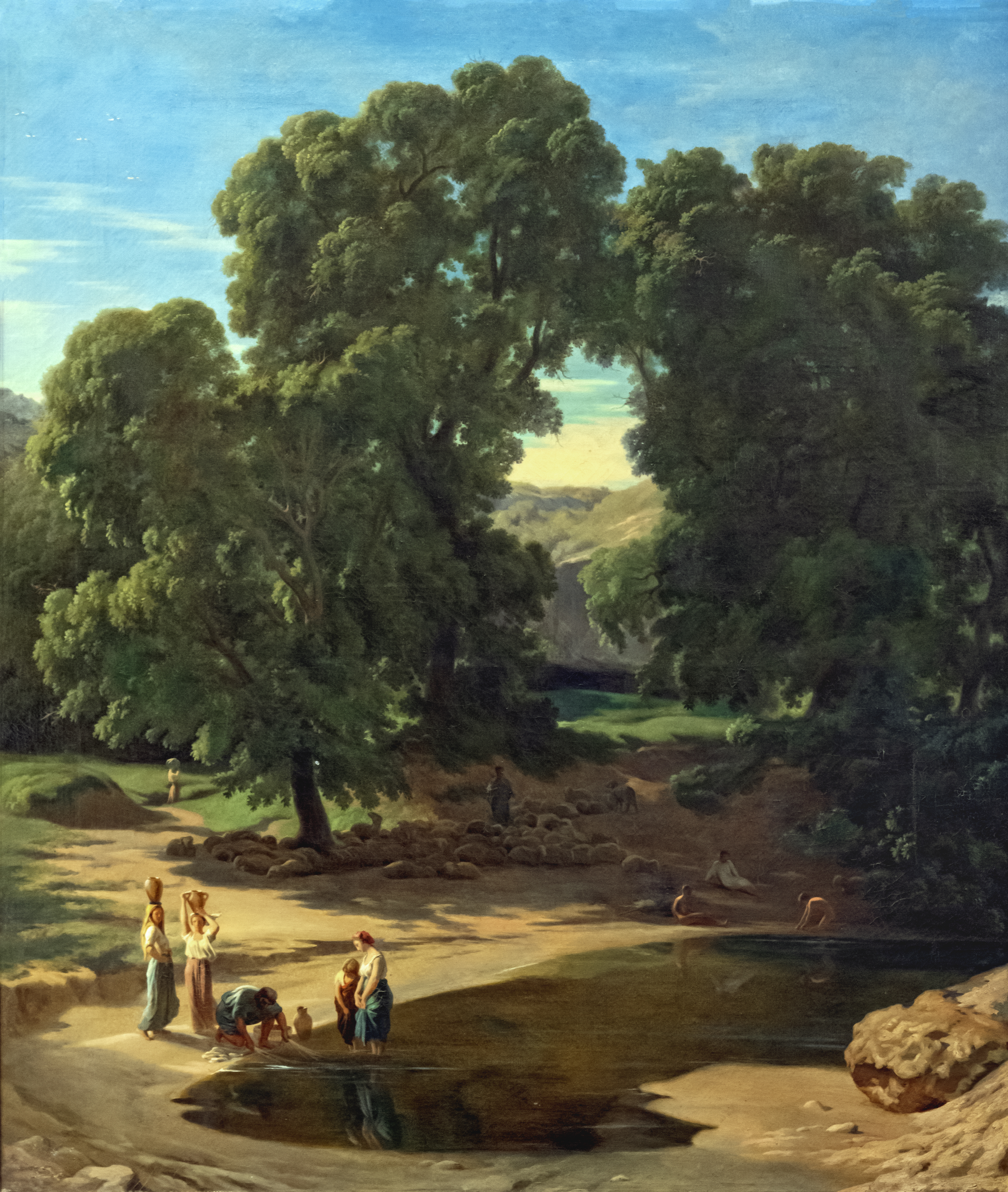
Les Bords du Gardon (1850), Montauban, musée Ingres-Bourdelle.
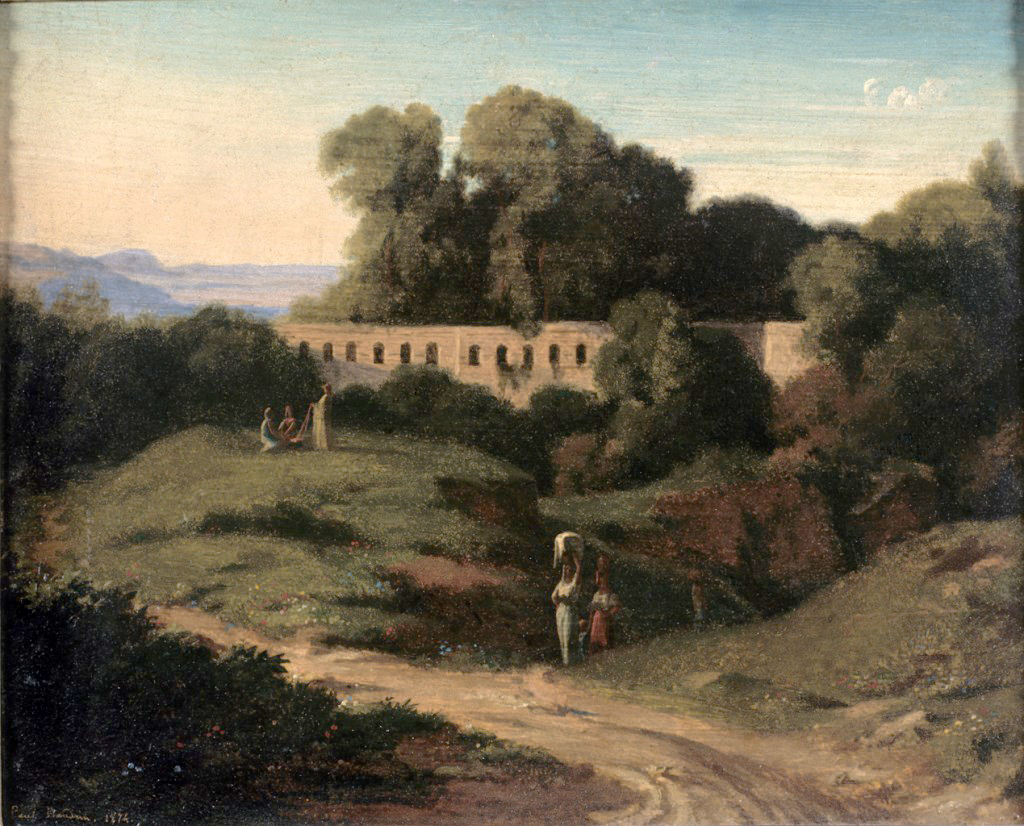
Paysage de Rome. Vue de l’aqueduc de la villa Borghèse (1874), musée des Beaux-Arts de Bordeaux.

## Expositions
- 1984, « Hippolyte, Auguste et Paul Flandrin », Paris, musée du Luxembourg et musée des Beaux-Arts de Lyon.
- 2007, « Hippolyte et Paul Flandrin, paysages et portraits », musée des Beaux-Arts de Nantes.